# スッタニパータ
スッタニパータ（巴: Sutta Nipāta）は、セイロン（スリランカ）に伝えられた、上座部仏教のパーリ語経典（原始仏典）の小部第五巻に収録された経。スッタニパータの第4,5章は、現在伝世している全ての仏典の中で最古層に属すると考えるのが定説である。

## 概略
「スッタ」（Sutta）はパーリ語で「経」の意、「ニパータ」（Nipāta）は「集まり」の意、あわせて『経集』の意となり、『南伝大蔵経』のようなパーリ語経典日本語訳の漢訳題名でも、この名が採用されている。
文字通り古い経を集めたものであり、その一部に対応する漢訳経典としては『義足経』（大正蔵198）がある。第4章と第5章に対する註釈として、サーリプッタ（舎利弗）の作と伝承される同じく小部に収録されている『義釈』がある。1世紀から3世紀に書かれたとされるガンダーラ語仏教写本にスッタニパータの「犀角の句」が含まれていることが確認されている。
スッタニパータの経典の中で、釈迦は現世の欲や執着を絶って輪廻から解脱し、二度と生まれ変わることなく涅槃に至るのが至高だと説いている。経典の中の釈迦は古代インドの宗教観に基づき輪廻転生や天界の存在、天界の神々（バラモン教の神々）の存在を認めている。天界の神々は釈迦を敬い、釈迦と会話をする場面も多々あるが、大乗仏教で見られる浄土という概念が釈迦によって説かれることはなく、釈迦以外のブッダ（大日如来・阿弥陀如来・薬師如来など）は登場しない。

## 成立
最初期に編纂された最古の仏典のひとつとされ、対応する漢訳は一部を除いて存在しない（第4章『八つの詩句』／支謙訳：仏説義足経（大正蔵198））。現代では日本語訳として『南伝大蔵経』の中におさめられている。ただし、『スッタニパータ』の中にも、新旧の編纂のあとが見られ、パーリ語の文法に対応しないインド東部の方言と推測されるマガダ語とみられる用語が含まれていることから、仏典の中でも最古層に位置づけられている。
また『スッタニパータ』の注釈書として、文献学的に『スッタニパータ』と同時代に成立したと考えられている『ニッデーサ』（義釈）が伝えられている。『スッタニパータ』の第4章と第5章のそれぞれに大義釈と小義釈が存在することから、この部分がもっとも古く、元は独立した経典だったと考えられている。

### 第4,5章最古層説
20世紀前半にリス・デイヴィッズや、Bimala Churn Law は、スッタニパータの中でも4,5章は特に古いと考えた。中村元も同様に考えている。以下の理由による。
- 小部内の注釈書義釈（ニッデーサ）はほぼ4,5章のみの注釈である。1-3章はその後にまとめられた可能性がある。
- 紀元前のパーリ語仏典中に、4章「アッタカヴァッガ」、5章「パーラーヤナ」などという書名の引用はあるが、「スッタニパータ」という書名の引用はない[注 2]。

前田惠學は4,5章について、
- 古代ヴェーダ語の語形が現れることが多い。
- 使われているヴァッタという韻律は古い。

の点からも4,5章はスッタニパータの中でも最古層であると主張した。
この説はその後、1-3章と4,5章に使われる述語の違いなどからも確認され、現在定説となっている。なお4章と5章のどちらが古いかについては定説はない。

## 構成
『スッタニパータ』は、以下の全5章から成る。
- 第1章 - 蛇（Uraga-vagga）
- 第2章 - 小（Cūḷa-vagga）
- 第3章 - 大（Mahā-vagga）
- 第4章 - 八（Aṭṭhaka-vagga）
- 第5章 - 彼岸道（Pārāyana-vagga）

## 内容
『ダンマパダ』は初学者が学ぶ入門用テキストであるのに対し、『スッタニパータ』はかなり高度な内容を含んでいるため、必ずしも一般向けではない。
有名な「犀の角のようにただ独り歩め」というフレーズは、ニーチェにも影響を与えた。
南方の上座部仏教圏では、この経典のなかに含まれる「慈経」、「宝経」、「勝利の経」などが、日常的に読誦されるお経として、一般にも親しまれている。
現代の事情にそぐわない内容も含まれているが、悩み相談に応用可能な内容も多い。
2021年、京都大学こころの未来研究センターの熊谷誠慈准教授（仏教学）はスッタニパータをAIに学習させた「ブッダボット」を発表した。

ビンギヤが尋ねた。
「私は年をとったし、力もなく、容貌も衰えています。眼もはっきりしませんし、耳もよく聞こえません。私が迷ったまま死ぬことのないようにして下さい。どうしたらこの世において生と老衰とを捨て去ることができるのですか。その理（ことわり）を説いてください。それを私は知りたいのです。」
師（釈迦）は答えた
「ビンギヤよ。物質的な形態があるが故に人々は害され、物質的な形態があるが故に人々は病などに悩まされる。ビンギヤよ。それ故に、あなたは怠ることなく、物質的形態を捨てて、再び生存状態に戻らないようにせよ。」
「四方と上と下と、これらの十方の世界において、あなたに見られず、聞かれず、考えられず、また認識できないものもありません。どうか理法を説いてください。それを私は知りたいのです。─どうしたらこの世において（輪廻転生せず）生と老いとを捨て去ることができるかを。」
師は答えた
「ビンギヤよ。人々は妄執に陥って苦悩を生じ老いに襲われているのをあなたは見ているのだから、それ故にビンギヤよ、あなたは怠ることなく励み妄執を捨てて再び迷いの生存状態に戻らないようにせよ。」
—『スッタニパータ』彼岸に至る道の章、Piṅgiyamāṇavapucchā

（釈迦の発言）
生まれによって賤しい人となるのではない。生まれによってバラモンとなるのではない。行為によって賤しい人ともなり、行為によってバラモンともなる。
チャンダーラ族の子で犬殺し（屠殺を生業とした階級）のマータンガという人は、世に知られた令名の高い人であった。マータンガはまことに得がたい最上の名誉を得た。多くの王族やバラモンたちは彼のところに来て奉仕した。彼は（死後）神々の道、塵汚れを離れた大道を登って、情欲を離れて、ブラフマー（梵天）の世界（天界）に赴いた。
ヴェーダ読誦者の家に生まれ、ヴェーダの文句に親しむバラモンたちも、しばしば悪い行為を行っているのが見られる。そうすれば現世においては非難せられ、来世においては悪いところに生まれる。—『スッタニパータ』蛇の章、Vasala Sutta（抄）

## 日本への伝来
スッタニパータ全体の漢訳は存在しないため、日本に伝来することもなかった。近代に入り以下の翻訳がある。
- 立花俊道 訳「諸経要集」『国訳大蔵経 経部第11巻』国民文庫刊行会、1935年（原著1927年）。
- 荻原雲来 訳『釈迦牟尼聖訓集 : 巴利文スツタニパータ』大東出版社、1935年。
- 水野弘元 訳「経集」『南伝大蔵経』 小部経典2、大蔵出版、1939年。
- 渡辺照宏 訳「スッタニパータ」『世界の大思想』 II-2、河出書房、1969年。
- 中村元 訳『ブッダのことば』岩波文庫、1984年。ワイド版1991年

## 刊行書誌

### 日本語訳
- 正田大観『ブッダその真実のおしえ　スッタニパータ第四章　和訳と注解』シーアンドシー出版、2000年2月。ISBN 4-434-00065-9。
- 正田大観『ブッダのまなざし　スッタニパータ第四章・第五章　和訳と注解』 上、アムリタ書房、2001年9月。ISBN 4-434-01296-7。スッタニパータの第四章「八つの偈」の和訳と注解。
- 正田大観『ブッダのまなざし　スッタニパータ第四章・第五章　和訳と注解』 下、アムリタ書房、2001年9月。ISBN 4-434-01296-7。スッタニパータの第五章「彼岸への道」の和訳と注解。
- 『ブッダのことば　スッタニパータ』中村元 訳、岩波文庫[12]、1984年5月。ISBN 4-00-333011-0。
  - 『ブッダのことば　スッタニパータ』中村元 訳、岩波書店〈ブッダのことばシリーズ〉、1984年5月。ISBN 4-00-001989-9。単行版
  - 『ブッダのことば　スッタニパータ』中村元 訳、ワイド版岩波文庫、1991年1月。ISBN 4-00-007007-X。
- 『ブッダの教え　スッタニパータ』宮坂宥勝 [13]訳著、法蔵館、2002年10月。ISBN 4-8318-7235-0。
  - 元版「スッタニパータ」『世界の大思想 第2期 第2（仏典）』河出書房新社、1969年。オンデマンド版2005年
- 「スッタニパータ（釈尊のことば）」『原始仏典七　ブッダの詩Ⅰ』梶山雄一ほか 編集委員、講談社、1986年7月。ISBN 4-06-180677-7。他は「ダンマパダ（真理のことば）」を収録
  - 新編『スッタニパータ 釈尊のことば 全現代語訳』荒牧典俊・本庄良文・榎本文雄 訳、講談社学術文庫、2015年4月。ISBN 4-0629-2289-4。
- 『スッタニパータ　ブッダの言葉』今枝由郎 訳、光文社〈古典新訳文庫〉、2022年3月。ISBN 4-334-75459-7。

### 関連文献
- アルボムッレ・スマナサーラ『慈経　ブッダの「慈しみ」は愛を越える』日本テーラワーダ仏教協会 編・出版〈「パーリ仏典を読む」シリーズ 1〉、2003年11月。ISBN 4-902092-01-8。
- 石川佾男『釈尊の問いかけ　スッタ・ニパータ随想』第三文明社〈レグルス文庫 50〉、1975年。
- 小池龍之介『超訳 ブッダの言葉』ディスカヴァー・トゥエンティワン、2011年2月。ISBN 978-4-88759-958-1。
- 辻本鉄夫『経集概説（スッタニパータがいせつ）』顕真学苑出版部、1931年。
- 中村元『原始仏典』筑摩書房〈ちくま学芸文庫〉、2011年3月。ISBN 978-4-480-09367-7。講話の新版
- 毎田周一『澄む月のひかりに　スッタ・ニパータ』中山書房、1964年。
- 毎田周一「スッタ・ニパータ研究（未定稿）」『毎田周一全集 第1巻』同 刊行会、1969年。
- 由木義文『釈尊の生き方に学ぶ　スッタニパータ法談』大法輪閣、1984年9月。ISBN 4-8046-1073-1。
- 渡辺照宏『法句経（真理の言葉） スッタニパータ』筑摩書房〈著作集 第5巻　仏教聖典 Ⅰ〉、1982年4月。
- 羽矢辰夫『ゴータマ・ブッダのメッセージ　「スッタニパータ」私抄』大蔵出版、2011年
- 今枝由郎『新編 スッタニパータ 日常語訳　ブッダの〈智恵の言葉〉』トランスビュー、2014年。ISBN 4798701459

### 英訳
- Buddha's Teachings - Being The Sutta Nipata Or Discourse Collection. Lord Chalmers (Paperback ed.). Chalmers Press. (March 15, 2007). ISBN 978-1-4067-5627-2
- Friedrich Max Müller, ed (November 29, 2000) [1881]. The Sacred Books of the East: Volume 10. Part 2. The Sutta-nipâta. Viggo Fausböll. Adamant Media Corporation. ISBN 1-4021-8582-0 - facsimile reprint of a 1881 edition by the Clarendon Press, Oxford.
- Sutta Nipata: Or Dialogues And Discourses Of Gotama Buddha. Mutu Coomara Swamy (Paperback ed.). Kessinger Publishing, LLC. (April 10, 2007). ISBN 1-4325-4552-3
- The Group of Discourses (Sutta-Nipata). I. K. R. Norman (Paperback (with notes) ed.). Oxford: Pali Text Society. (2001). ISBN 0-86013-303-6
- The Rhinoceros Horn and Other Early Buddhist Poems: The Group of Discourses (Sutta-Nipata, Vol 1). K. R. Norman, I.B. Horner, Walpola Rahula (Paperback (without notes) ed.). Oxford: Pali Text Society. (2001). ISBN 0-86013-154-8
- The Sutta-Nipata: A New Translation from the Pali Canon. H. Saddhatissa. London: RoutledgeCurzon. (January 17, 1995). ISBN 0-7007-0181-8

### パーリ語原典
- Dines Andersen, Helmer Smith, ed (1990) [1913]. Suttanipāta. Pali Text Society. ISBN 0-86013-177-7